# ليزا جيتر
ليزا جيتر (بالإنجليزية: Lisa Getter)‏ (و. 1937 –  م) هي صحفية من الولايات المتحدة الأمريكية .

## التعليم
تعلمت في جامعة نورث وسترن

## جوائز
حصلت على جوائز منها:
- جائزة بوليتزر عن فئة الصحافة التحقيقية (1999)
- جائزة بوليتزر عن فئة الخدمة العامة (1993).